# Тэракоя
Тэракоя (яп. 寺子屋, «храмовая школа») — общественная или частная начальная школа для детей зажиточных горожан и крестьян в Японии XVII—XIX веков, в период Эдо.

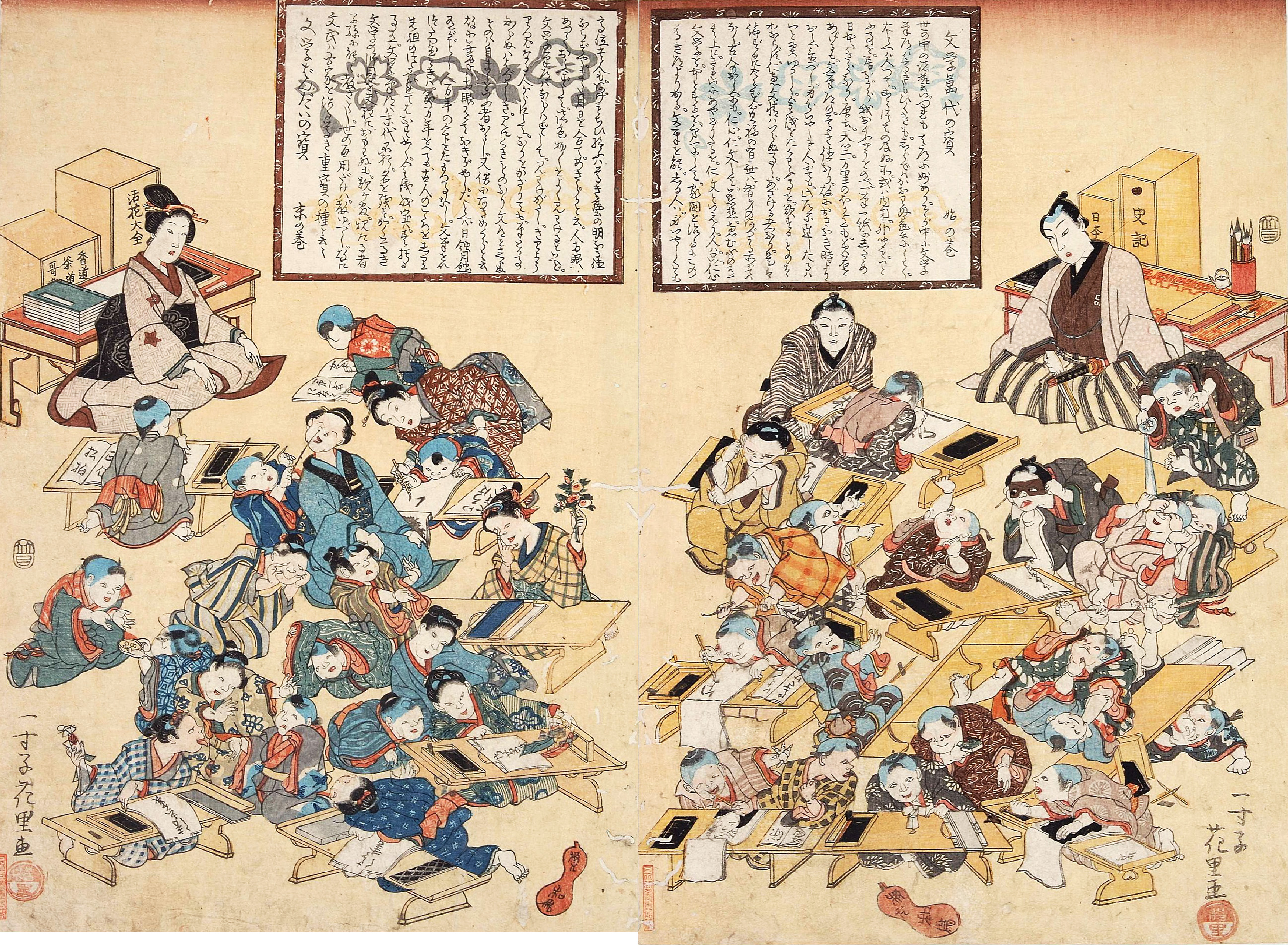
Тэракоя для девочек

Первые подобные школы основывались обычно при буддийских монастырях. Главой и наставником таких школ выступал обычно буддистский монах, синтоистский священник, врач или самурай. Основными предметами преподавания были чтение, письмо и арифметика. В качестве учебников использовались книги «Образцы домашних поучений» (яп. 庭訓往来 Тэйкин о:рай) и «Учения для детей» (яп. 童子教 До:дзикё:). Количество учеников составляло от 10 до 100 человек. Обучение мальчиков и девочек проводилось раздельно.
К середине XIX века в Японии действовало 15 000 начальных школ типа тэракоя. После реставрации Мэйдзи 1869 года и введения системы обязательного образования они были заменены государственными начальными школами.